# Distrito electoral de North Branch-Shell Creek
North Branch-Shell Creek (en inglés: North Branch-Shell Creek Precinct) es un distrito electoral ubicado en el condado de Boone en el estado estadounidense de Nebraska. En el Censo de 2010 tenía una población de 174 habitantes y una densidad poblacional de 0,84 personas por km².

## Geografía
North Branch-Shell Creek se encuentra ubicado en las coordenadas 41°51′3″N 97°55′13″O / 41.85083, -97.92028. Según la Oficina del Censo de los Estados Unidos, North Branch-Shell Creek tiene una superficie total de 206.85 km², de la cual 206.63 km² corresponden a tierra firme y (0.11%) 0.22 km² es agua.

## Demografía
Según el censo de 2010, había 174 personas residiendo en North Branch-Shell Creek. La densidad de población era de 0,84 hab./km². De los 174 habitantes, North Branch-Shell Creek estaba compuesto por el 99.43% blancos, el 0% eran afroamericanos, el 0% eran amerindios, el 0.57% eran asiáticos, el 0% eran isleños del Pacífico, el 0% eran de otras razas y el 0% pertenecían a dos o más razas. Del total de la población el 2.3% eran hispanos o latinos de cualquier raza.